# Optio

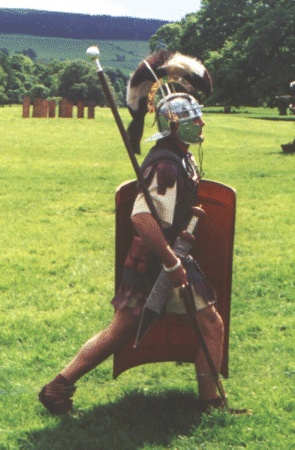
Rekonstruktor w stroju optiona

Optio − niższy oficer rzymskiej armii pomagający centurionowi w dowodzeniu centurią. Optio był wybierany przez dowódcę centurii i pełnił funkcję oficera odpowiedzialnego za organizację i utrzymanie porządku w oddziale. Stopień ten może być w przybliżeniu porównany do porucznika. Optio był najprawdopodobniejszym kandydatem na następcę centuriona w razie jego rezygnacji lub śmierci. Żołd optiona był dwukrotnie wyższy niż zwykłego legionisty.